# Rosa 'Madame A. Meilland'
'Madame A. Meilland' (siendo el nombre de la obtención registrada 'Peace' ®), es un cultivar de rosa que fue conseguido en Francia en 1935 por el rosalista francés Francis Meilland.

## Descripción
'Peace es una rosa moderna cultivar del grupo Híbrido de té.
El cultivar procede del cruce de Semillas: ('George Dickson' x 'Souvenir de Claudius Pernet') x ('Joanna Hill' x 'Charles P. Kilham') y Polen: ('Margaret McGredy').
Las formas arbustivas del cultivar tienen porte erguido y alcanza unos 120 a 200 cm de alto con 90 cm de ancho. Las hojas son de color verde oscuro mate.
Sus delicadas flores de color mezcla de amarillos, bordes rosados. De leve a fuerte fragancia. 40 a 43 pétalos. El diámetro medio de 6 ". Muy grandes, completos (26 a 40 pétalos), en forma de copa, la floración en forma alta centrada.
Florece en oleadas a lo largo de la temporada. Primavera o verano son las épocas de máxima floración, si se le hacen podas más tarde tiene después floraciones dispersas. Bajo la presidencia de Harry S. Truman fue una de las elegidas para formar parte del renovado Jardín de rosas de la Casa Blanca.

## Origen
El cultivar fue desarrollado en Francia por el prolífico rosalista francés Francis Meilland en 1935. 'Peace' es una rosa híbrida tetraploide con ascendentes parentales de Semillas: ('George Dickson' x 'Souvenir de Claudius Pernet') x ('Joanna Hill' x 'Charles P. Kilham') y Polen: ('Margaret McGredy').
La obtención fue registrada bajo el nombre cultivar de 'Peace' ® por Francis Meilland en 1935 y se le dio el nombre comercial de exhibición 'Peace' ™.
Se le conoce también por los sinónimos de 'Madame A. Meilland', '3-35-40 (Meilland/'Peace')', 'Madame Antoine Meilland', 'Gioia', 'Gloria Dei', 'Béke', 'Fredsrosen', y 'Peace'.

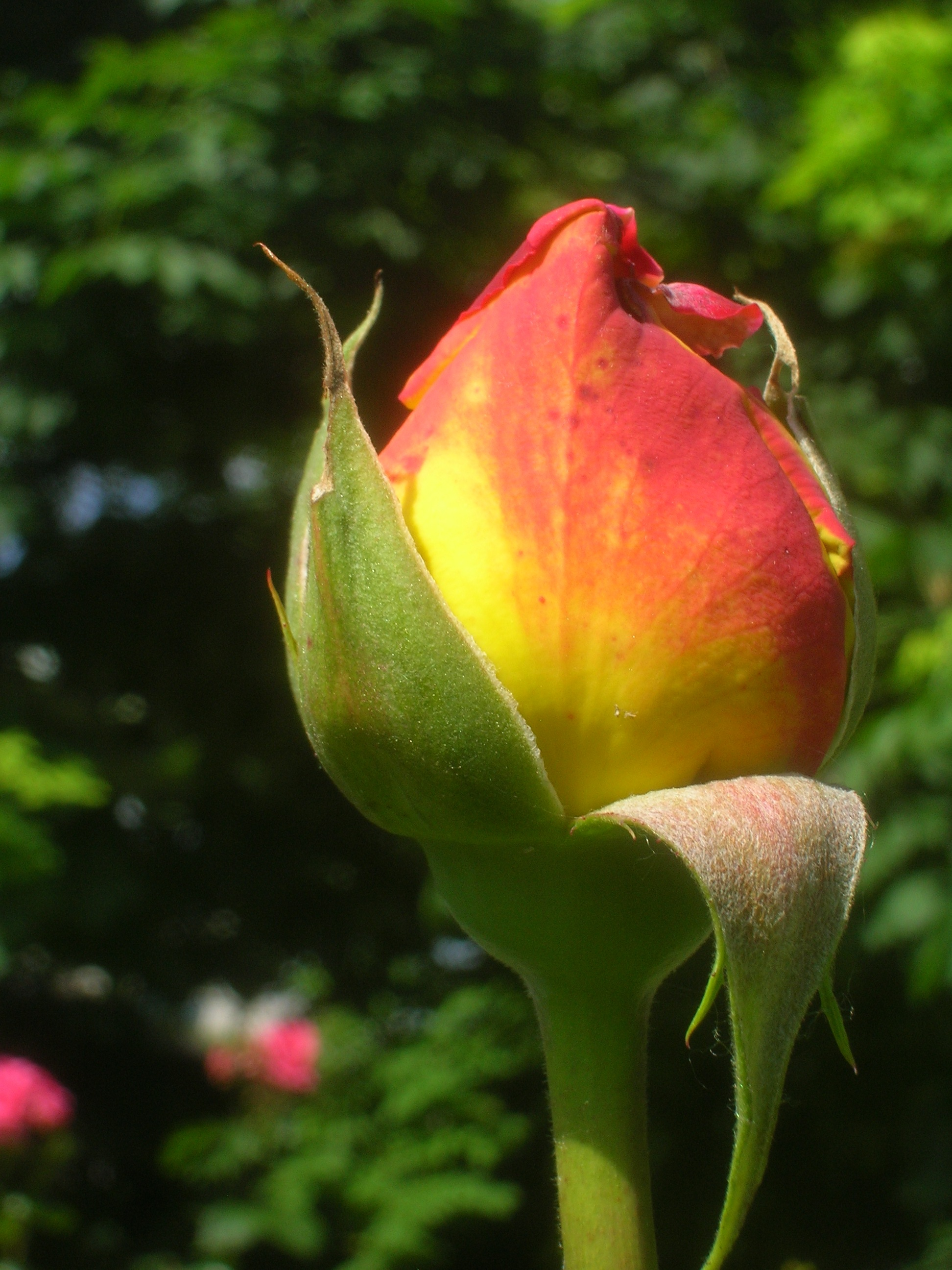
El capullo de la Rosa 'Mme A. Meilland'.
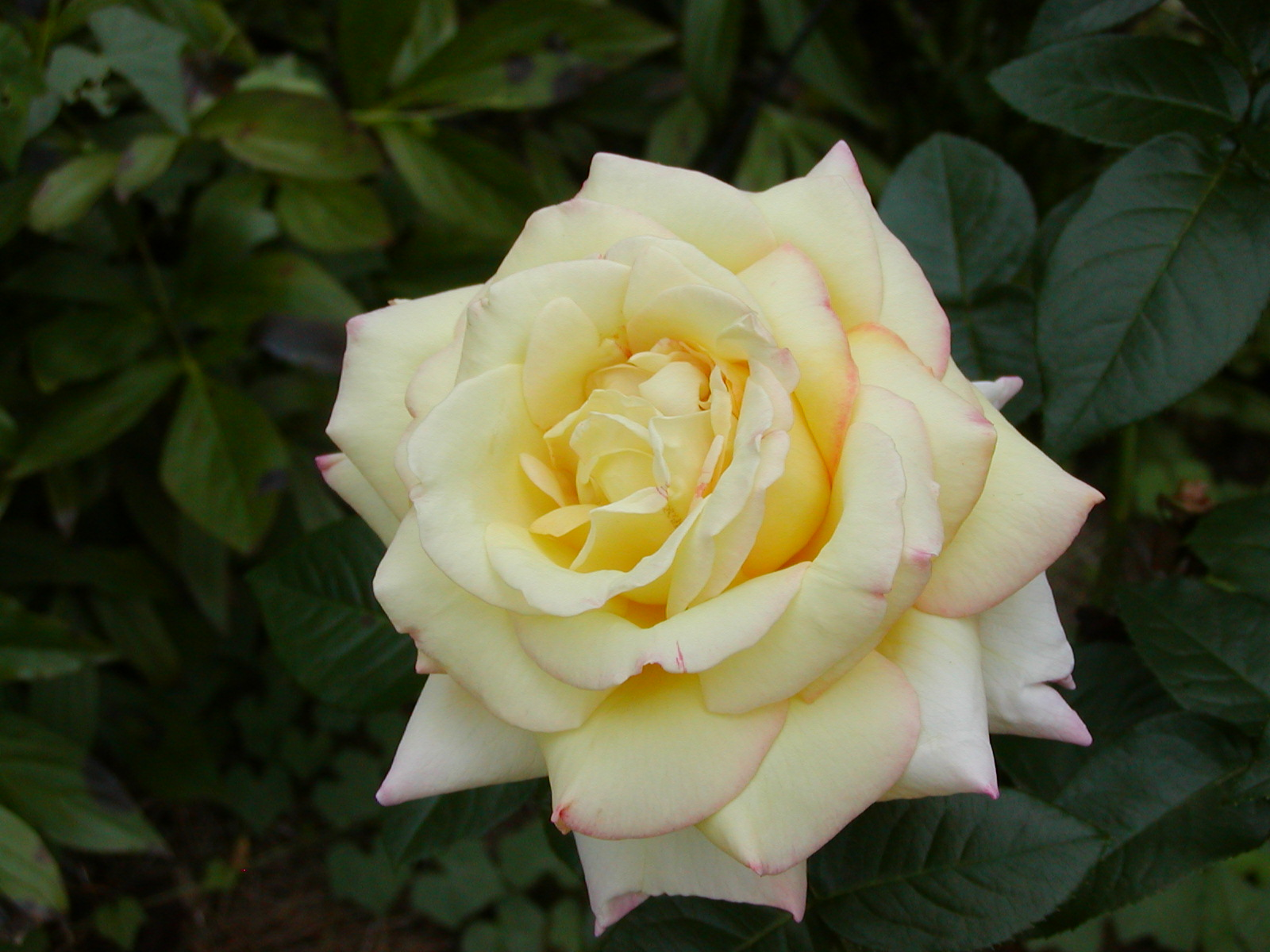
Rosa 'Mme A. Meilland'.
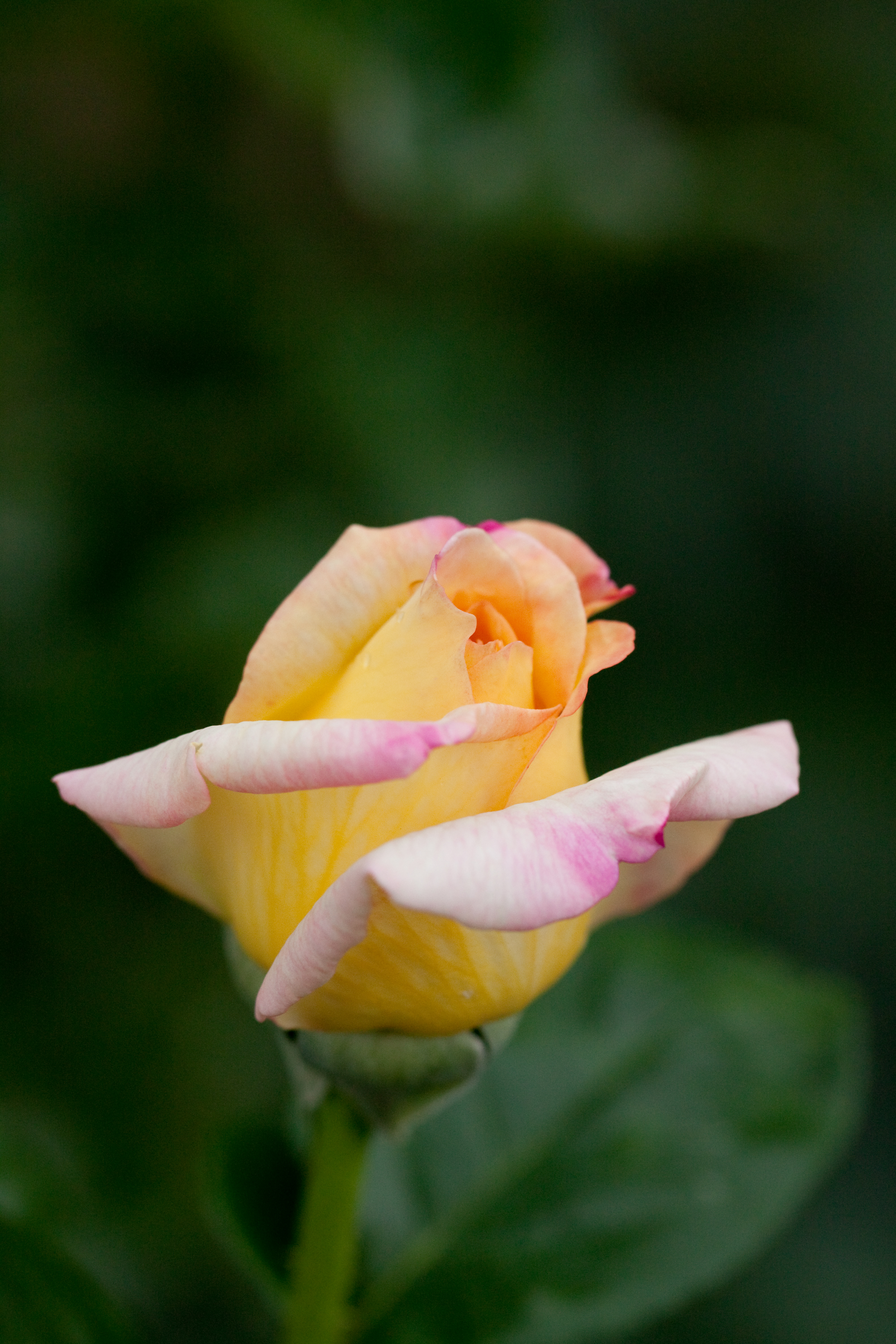
Rosa 'Mme A. Meilland'.
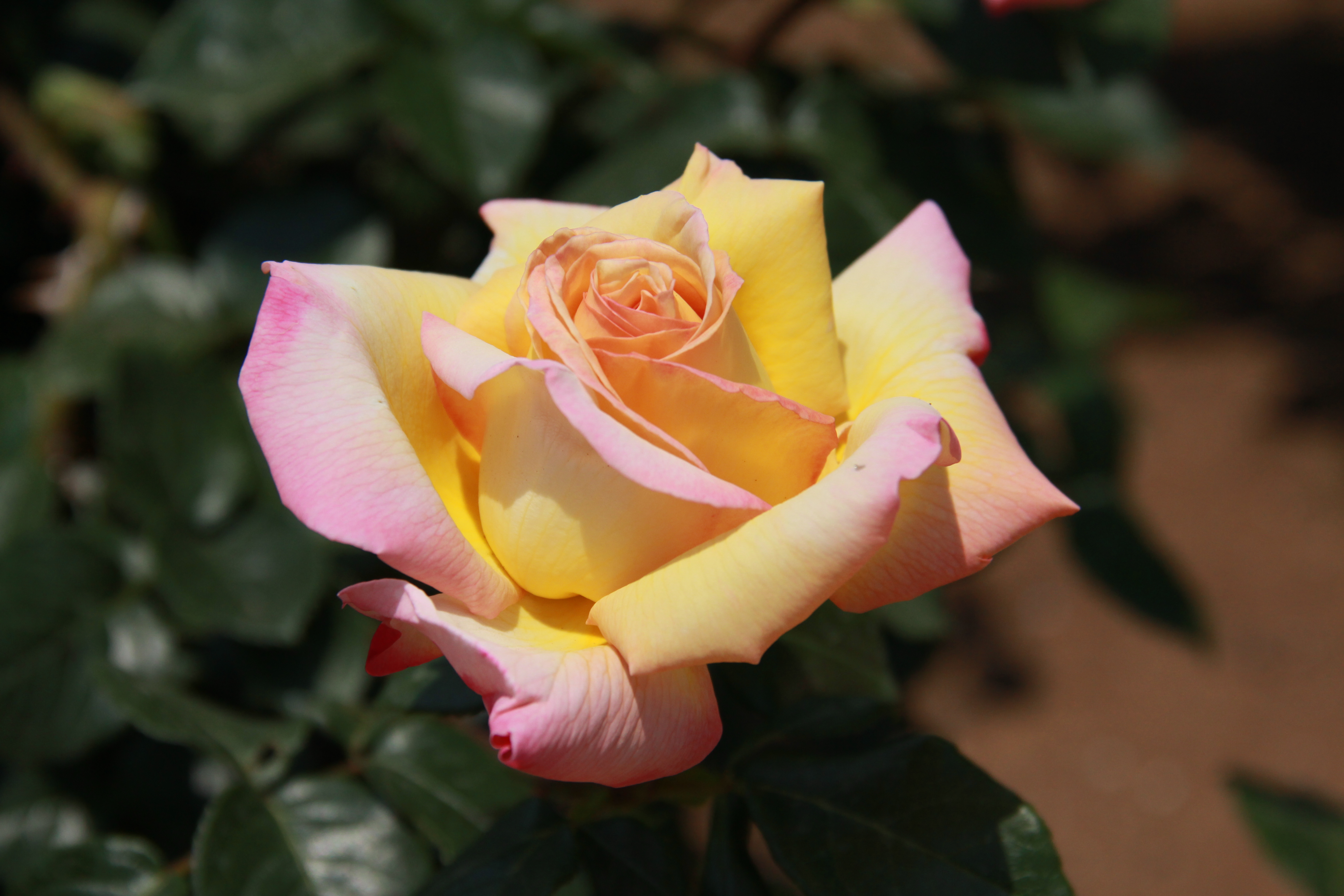
Rosa 'Mme A. Meilland'.

## Premios y galardones
- World's Favourite Roses (la primera de la serie en 1976)
- Lyon Gold Medal & Plus Belle Rose de France 1942
- Portland Gold Medal 1944
- All-America Rose Selection 1946
- Royal National Rose Society Gold Medal 1947
- American Rose Society National gold Medal Certificate 1947
- The Hague Gold Medal 1965
- Best Yellow Rose (CRS) 1999

## Cultivo
Aunque las plantas están generalmente libres de enfermedades, es posible que sufran de punto negro en climas más húmedos o en situaciones donde la circulación de aire es limitada. Las plantas toleran la sombra, a pesar de que se desarrollan mejor a pleno sol. En América del Norte son capaces de ser cultivadas en USDA Hardiness Zones 5b a más cálida. La resistencia y la popularidad de la variedad han visto generalizado su uso en cultivos en todo el mundo.
Puede ser utilizado para las flores cortadas, jardín o portador guía. Vigorosa. En la poda de Primavera es conveniente retirar las cañas viejas y madera muerta o enferma y recortar cañas que se cruzan. En climas más cálidos, recortar las cañas que quedan en alrededor de un tercio. En las zonas más frías, probablemente hay que podar un poco más que eso. Requiere protección contra la congelación de las heladas invernales.
Introducida en Francia por Meilland et Cie en 1945 como 'Madame A. Meilland'.
Introducida en Estados Unidos por "Conard-Pyle (Star Roses)" en 1945 como 'Peace', con la patente "United States - Patent No: PP 591 on 15 Jun 1943".

## Desportesde 'Peace'
El Desporte Rosa 'Climbing Gloria Dei' fue descubierto por Lee A. Brady (Estados Unidos 1949)/ Kordes (Alemania 1951)

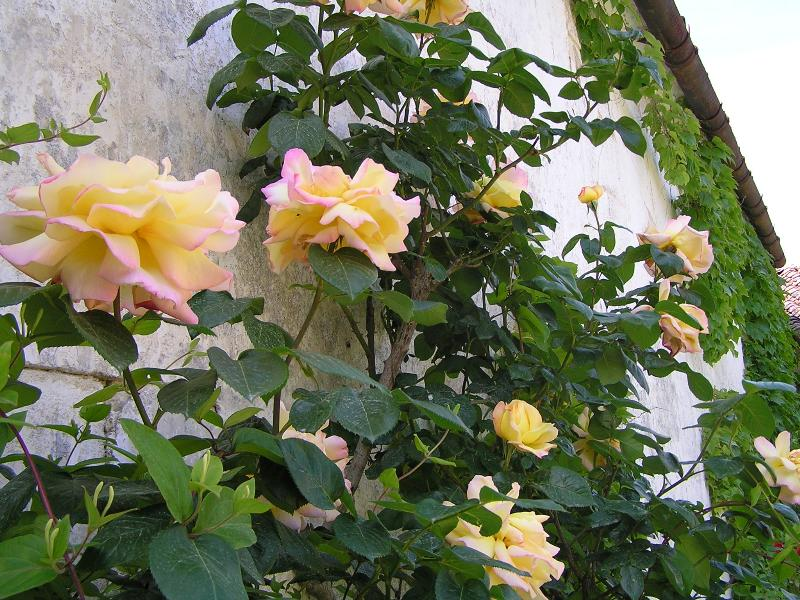
La Rosa 'Climbing Gloria Dei' de la Rosa 'Mme A. Meilland'.
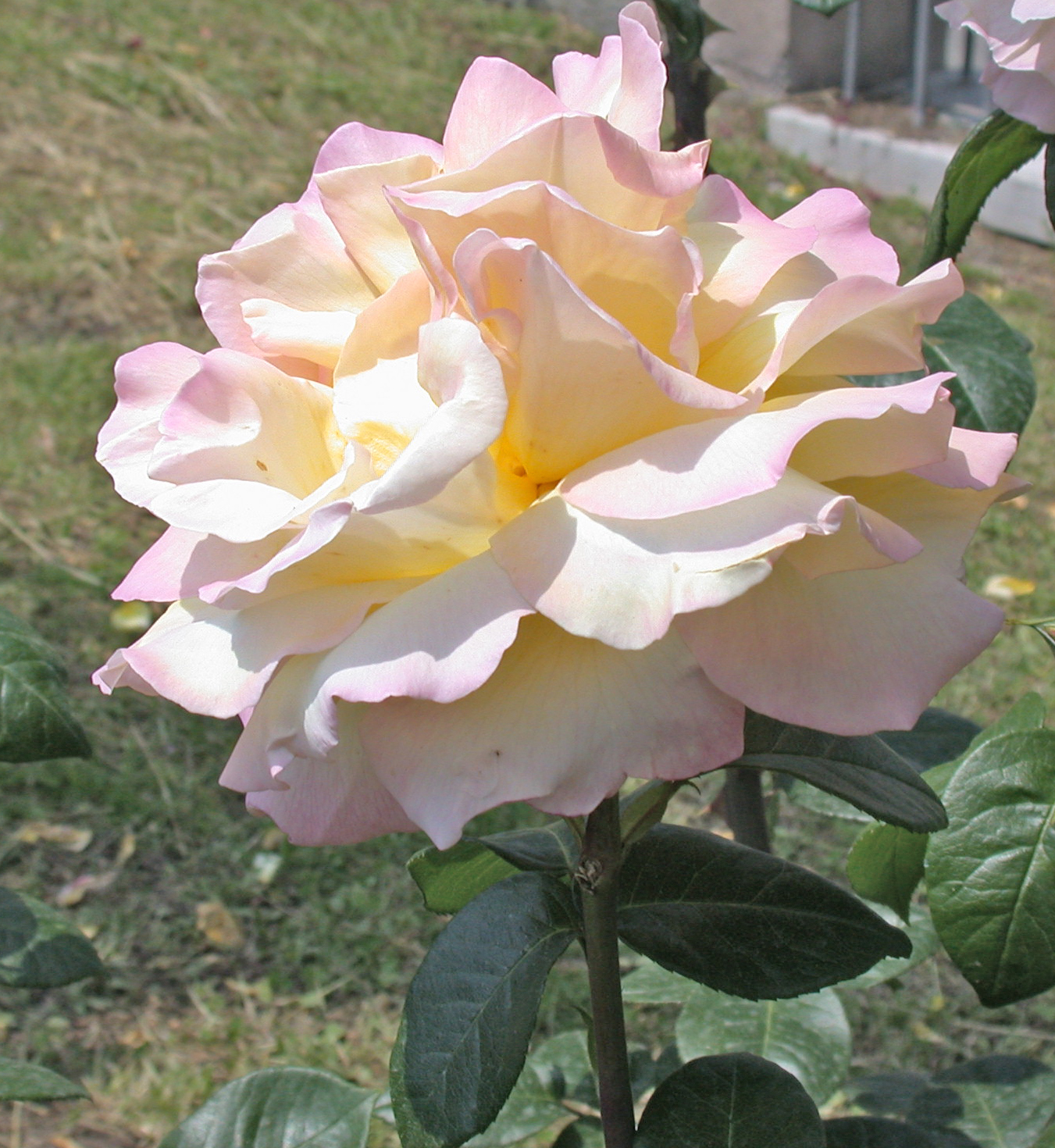
Rosa 'Mme A. Meilland' trepadora. Roseto comunale de Roma, Rosa Gioia Climbing, Brady 1950 USA CL HT